# Czernichów (Cracovie)
Pour les articles homonymes, voir Czernichów.
Czernichów est une localité polonaise, siège de la gmina de Czernichów, située dans le powiat de Cracovie en voïvodie de Petite-Pologne.